# جيمس سكولين
جيمس هنري سكولين (18 سبتمبر 1876 - 28 يناير 1953)، سياسي من حزب العمال الأسترالي ورئيس وزراء أستراليا التاسع. قاد سكولين حزب العمال إلى الحكومة في انتخابات عام 1929. حدث انهيار وول ستريت عام 1929 بعد يومين فقط من أدائه القسم، وهو ما كان بمثابة بداية للكساد الكبير في أستراليا. سرعان ما طغت الأزمة الاقتصادية على إدارة سكولين، إذ تسببت الخلافات الشخصية والسياسية في انقسام ثلاثي لحزبه من شأنه أن يسقط الحكومة في أواخر عام 1931. وعلى الرغم من فترة ولايته الفوضوية، ظل سكولين شخصية بارزة في حزب العمال طوال حياته. شغل منصب رئيس الوزراء في مناصب مختلفة للحزب حتى تقاعده في عام 1949.
أمضى سكولين، وهو ابن لمهاجرين إيرلنديين من الطبقة العاملة، الكثير من حياته المبكرة كعامل أوبقّال. انضم سكولين إلى حزب العمال الأسترالي في عام 1903، ليبدأ حياته المهنية التي امتدت لخمسة عقود. كان منظمًا سياسيًا ومحررًا للصحف الحزبية، وانتُخب في مجلس النواب أولاً في عام 1910 ثم مرة أخرى في عام 1922 حتى عام 1949. سرعان ما أثبت سكولين نفسه كصوت رائد في البرلمان، وترقى ليصبح نائبًا لقائد الحزب في عام 1927 ثم زعيمًا للمعارضة عام 1928.
بعد فوز سكولين في انتخابات ساحقة في عام 1929، أخذت الأحداث تغيرًا جذريًا مع الأزمة في وول ستريت والبداية السريعة للكساد العظيم في جميع أنحاء العالم، والذي أصاب أستراليا المثقلة بالديون بشدة. استجاب سكولين وأمين الخزانة الخاص به تيد ثيودور للأزمة من خلال تطوير عدة خطط خلال عامي 1930 و1931 لسداد الديون الخارجية، وتوفير الإغاثة للمزارعين وخلق حافز اقتصادي للحد من البطالة على أساس الإنفاق والسياسة النقدية التوسعية.  على الرغم من أن الثورة ستشهد تبني هذه الأفكار من قبل معظم الدول الغربية بحلول نهاية العقد، إلا أن هذه الأفكار في عام 1931 اعتبرت جذرية ورُفضت بشدة من قبل العديد ممن خافوا من التضخم والدمار الاقتصادي. مجلس الشيوخ الذي ما تزال تهيمن عليه المعارضة، والمجالس التي يهيمن عليها المحافظون في بنك الكومنولث ومجلس القروض، أعاقت تنفيذ تلك الخطط مرارًا وتكرارًا.
مع احتمال الإفلاس الذي يواجه الحكومة، تراجع سكولين وبدلاً من ذلك قدم خطة بريمييرز، وهو إجراء أكثر تحفظًا واجه الأزمة بتخفيضات شديدة في الإنفاق الحكومي. تأثر المتقاعدون وغيرهم من الفئات الأساسية لحزب العمال بشدة بالتخفيضات، ما أدى إلى تمرد واسع النطاق وانشقاقات متعددة في البرلمان. بعد عدة أشهر من النزاع الداخلي، انهارت الحكومة، وهُزمت بشكل ساحق من قبل حزب أستراليا المتحدة المُشكل حديثًا في انتخابات عام 1931 اللاحقة.
ظل سكولين زعيمًا للحزب لمدة أربع سنوات أخرى، لكن الانقسام الحزبي لن ينتهي إلا بعد عودة سكولين إلى مقعده في عام 1935. أصبح سكولين صوتًا محترمًا في الحزب وسلطة قيادية في مجال الضرائب والتمويل الحكومي، وفي النهاية لعب دورًا مهمًا في إصلاح كليهما عندما عاد حزب العمل إلى الحكومة في عام 1941. وعلى الرغم من خيبة أمله في فترة ولايته، إلا أنه عاش طويلًا بما يكفي لرؤية العديد من أفكار حكومته تنفذ من قبل الحكومات اللاحقة قبل وفاته في عام 1953.

## النشأة
وُلد جيمس هنري سكولين في تراوالا، فيكتوريا في 18 سبتمبر 1876.  لوالديه، جون وآن، كلاهما من الكاثوليك الأيرلنديين . كان والده عاملاً في السكك الحديدية، وهاجر إلى أستراليا في العشرينيات من عمره. انضمت والدته إلى زوجها في أستراليا فيما بعد.  كان جيمس هو الرابع من بين ثمانية أطفال، ونشأ في منزل كاثوليكي متماسك ومتدين. التحق جيمس بمدرسة تراوالا الحكومية من عام 1881 إلى عام 1887 واكتسب سمعة مبكرة باعتباره ولدًا نشطًا وسريع البديهة، على الرغم من أنه لم يكن قويًا جسديًا، لكن هذه الميزات رافقته مدى الحياة. 
انتقلت العائلة إلى ماونت روان، بالارات في عام 1887، وحضر جيمس الشاب المدرسة في مدرسة ماونت روان الحكومية حتى أصبح عمره 12. بعد ذلك شغل العديد من الوظائف الفردية في منطقة بالارات حتى حوالي عام 1900، ولمدة عشر سنوات من عام 1900 كان يدير محل بقالة في بالارات. في منتصف العشرينيات من عمره التحق بالمدرسة الليلية، وكان قارئًا نهمًا وأصبح إلى حد ما من أصحاب المعرفة الذاتية. انضم إلى عدد من الجمعيات وكان نشطًا في رابطة السكان الأصليين الأستراليين وجمعية الشبان الكاثوليك، وأصبح في النهاية رئيسًا لهذه الأخيرة. كان أيضًا مناظرًا ماهرًا، إذ شارك في المسابقات المحلية وكان له ارتباط مع مجتمع بالارات ساوث ستريت للمناظرات لما يقارب 30 عامًا، ما أثبت اهتمامه وموهبته في السياسة. كان سكولين رومانيًا كاثوليكيًا متدينًا، ولم يكن يشرب الخمر ولم يدخن طوال حياته. 
أصبح سكولين نشطًا في السياسة خلال السنوات التي قضاها في بالارات، متأثرًا بأفكار توم مان والحركة العمالية المتنامية في فيكتوريا، كما كان الحال مع العديد من زملائه الوزاريين في وقت لاحق مثل فرانك أنستي وجون كيرتن وفرانك برينان. أصبح عضوًا مؤسسًا في مجلس العمل السياسي المحلي عام 1903 ونشط في السياسة المحلية بعد ذلك. كان ناشطًا ومنظمًا سياسيًا لاتحاد العمال الأسترالي، وهي الحركة النقابية التي بقي مرتبطًا بها طوال حياته المهنية. تحدث كثيرًا حول القضايا السياسية وساعد في الحملات العمالية على مستوى الولاية والمستوى الفيدرالي. في الانتخابات الفيدرالية عام 1906 فاز كمرشح حزب العمال عن مقعد بالارات ضد رئيس الوزراء آنذاك ألفريد ديكين. على الرغم من السباق الذي لم يكن لحزب العمال أي فرصة للفوز فيه، فقد قاد سكولين حملة مفعمة بالحيوية وأثار إعجاب أولئك داخل الحركة لجهوده. 
في 11 نوفمبر 1907 تزوج من سارة ماريا ماكنمارا، وهي خياطة من بالارات. كان زواجهما بلا أطفال بسبب نوبات مرض سكولين المتكررة والخطيرة في كثير من الأحيان على مدار حياته المهنية الطويلة، أدت سارة دورها كحامية لزوجها وكانت مصدرًا مهمًا لدعمه ورعايته، خاصة في سنواته الأخيرة. كانت تُستدعى كثيرًا لمساعدة زوجها أو الوقوف نيابة عنه في المناسبات الاجتماعية عندما منعه مرضه من الحضور شخصيًا. كانت عضوًا نشطًا في حزب العمل، وبقيت على اطلاع جيد بالسياسة. بشكل غير مسبوق بين الأزواج السياسيين الأستراليين، كانت سارة تحضر الجلسات البرلمانية في كثير من الأحيان، وكانت حاضرة أثناء النقاش والتصويت الذي أدى إلى سقوط حكومة زوجها. 

## مهنته في السياسة
في عام 1910، فاز سكولين بأول انتخابات له كمرشح عن حزب العمال في كورانغاميت، في عام شهد على فوز حزب العمال ضمن استطلاعات الرأي وشكل أول حكومة أغلبية في أستراليا. لقد فعل سكولين الكثير ليبني شخصيًا التنظيم الشعبي للحركة العمالية في هذا المقعد في السنوات التي سبقت الانتخابات، على الرغم من أن طابعه الريفي يعني أنه لم يكن يُعتبر متعاطفًا بشكل طبيعي مع حزب العمل. ركزت حملته على زيادة سلطات البرلمان الفيدرالي وعلى قضايا مثل الدفاع عن أستراليا وارتفاع رسوم الاستيراد وإدخال ضريبة على الأراضي. في البرلمان الفيدرالي، سرعان ما اكتسب سكولين سمعة كمناقش برلماني رائع مثير للإعجاب.